# NGC 7775
NGC 7775 este o galaxie spirală situată în constelația Pegas. A fost descoperită în 6 octombrie 1883 de către Édouard Stephan⁠(d). Se află la o distanță de 91,49 de megaparseci de Pământ.